# Амарилья, Флоренсио
Флоре́нсио Амари́лья Лака́са (исп. Florencio Amarilla Lacasa; 3 января 1935 или 30 января 1935, Coronel Bogado, Итапуа — 25 августа 2012, Велес-Рубио, Андалусия) — парагвайский футболист и актёр, играл на позиции нападающего; участник чемпионата мира 1958 года.

## Биография

### Клубная карьера
Амарилья в течение пяти сезонов играл за «Насьональ», в котором высоко себя зарекомендовал как нападающий. В 1958 году Амарилья уехал в Испанию, где стал игроком клуба «Реал Овьедо», в котором играл в течение трёх сезонов.
В 1961 году перешёл в «Эльче», но из-за травмы полученной по ходу сезона, он сыграл только два матча. В последующие годы Амарилья играл в Испании за «Мальорку» и «Альмерию», в которой закончил карьеру.

### Карьера в сборной
14 июля 1957 года в матче со сборной Уругвая Амарилья оформил хет-трик; матч закончился победой сборной Парагвая со счётом 5:0, а Парагвай в третий раз в своей истории пробился на чемпионат мира 1958 года.
Амарилья играл за сборную Парагвая на чемпионате мира 1958 года, где принимал участие во всех трёх матчах группового этапа. В матче со сборной Франции оформил дубль; французы выиграли матч со счётом 7:3.

### Карьера актёра
По окончании карьеры Амарилья снимался в кино, в основном как актёр второго плана, сыграв в нескольких фильмах, среди которых были «Сто винтовок» и «Паттон».

### Смерть
Скончался 25 августа 2012 года в Велес-Рубио в возрасте 77 лет.